# Gorazd Penko
Gorazd Penko, slovenski kolesar in trener, * 20. julij 1961.
Penko je nekdanji kolesar. Leta 1984 je zmagal na Dirki po Srbiji, leta 1987 na dirki Po poteh AVNOJ–a, leta 1989 pa na dirki Jadranska magistrala. Od leta 2002 je direktor Maratona Franja, bil je trener slovenske kolesarske reprezentance na Poletnih olimpijskih igrah 2004. Leta 2003 je prejel Bloudkovo plaketo za »izjemen prispevek pri razvoju slovenskega kolesarstva«. Je nekdanji selektor slovenske moške in aktualni selektor slovenske ženske reprezentance.